# Friedrich Philipp Carl August Barth
Friedrich Philipp Carl August Barth (21. oktober 1775 i Kassel- 22. december 1804) var tysk-dansk oboist i kapelmusikus (1789-1804), komponist og søn af obovirtuosen Christian Samuel Barth. Bror til oboisten og komponisten Christian Frederik Barth.
Barth blev uddannet af sin far og spillede solo ved en koncert på Det kgl. Teater som 14-årig i 1789, og blev ansat i Kapellet 1793. Han og faderen dirigerede i årene 1794-1797 koncerter i Det holstenske dramatiske Selskab, hvor der blev opført forskellige af Philip Barths kompositioner.

## Musikken
- Koncert(er) for obo
- Koncert(er) for fløjte
- Fløjtekoncert i e-mol
- nogle sanghæfter